# کوشکی (اسفراین)
کوشکی (اسفراین)، روستایی از توابع بخش مرکزی شهرستان اسفراین در استان خراسان شمالی ایران است.

## جمعیت
این روستا در دهستان آذری قرار دارد و براساس سرشماری مرکز آمار ایران در سال ۱۳۸۵، جمعیت آن ۱٬۰۷۹ نفر (۲۸۲خانوار) بوده‌است.